# Królestwo Litwy (1918)

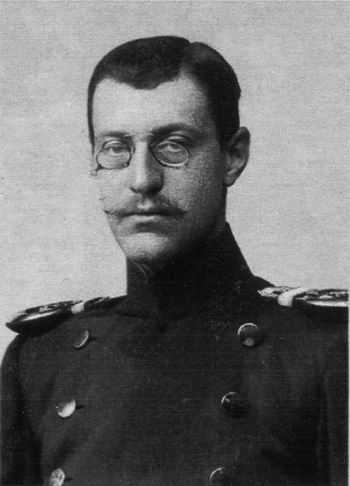
Król Litwy Mendog II

Królestwo Litwy (lit. Lietuvos Karalystė) – efemeryczna monarchia konstytucyjna istniejąca w okresie od 16 lutego do 2 listopada 1918. Powstała na mocy aktu niepodległości Litwy i swoim zasięgiem objęła tereny litewskiego okręgu administracyjnego Ober-Ostu. Królestwo Litwy było państwem marionetkowym zależnym całkowicie od Cesarstwa Niemieckiego. Na króla został ostatecznie wybrany Wilhelm Karl von Urach, książę Urach i hrabia Wirtembergii. Przyjął on imię Mendoga II. 

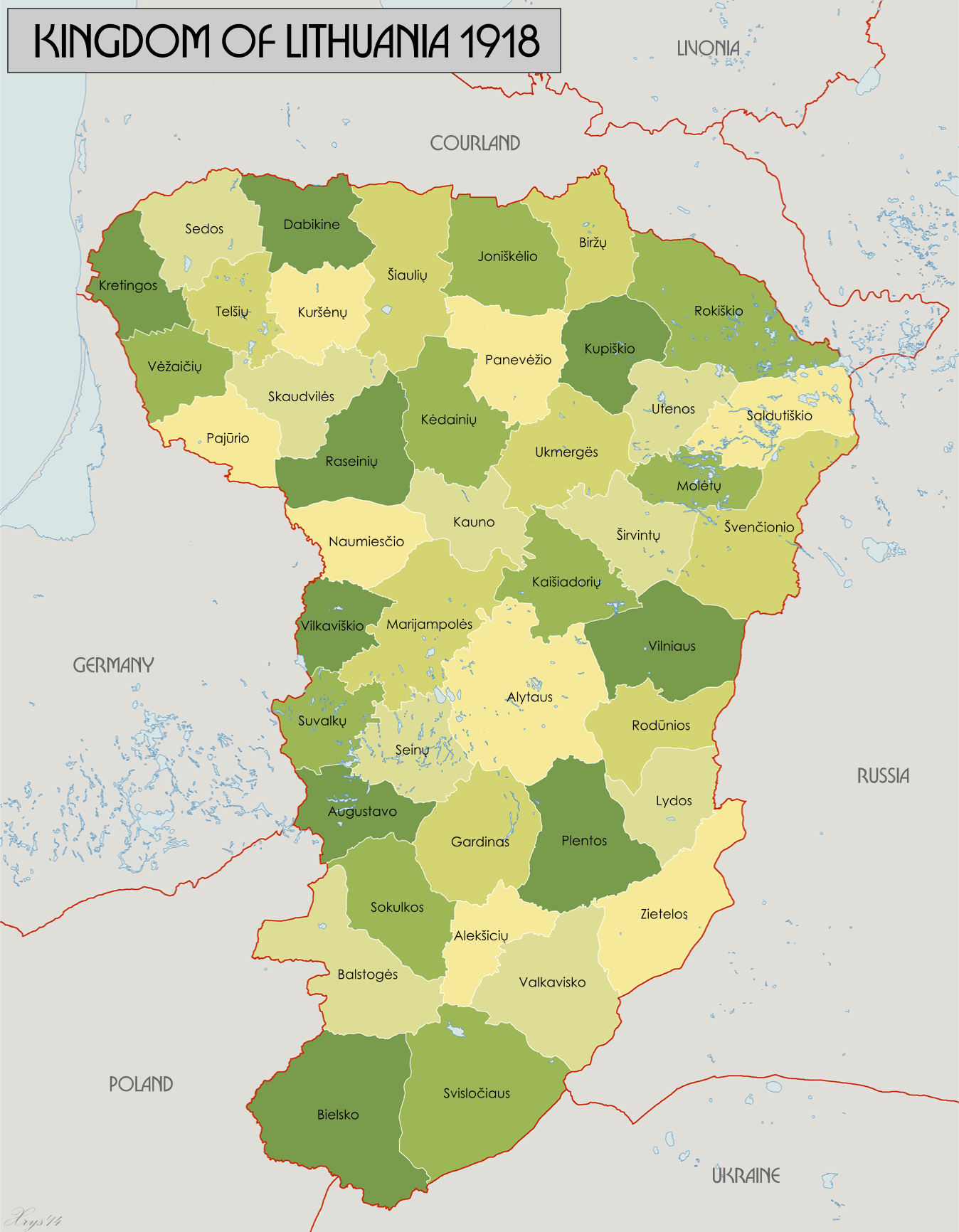
Mapa przedstawiająca zasięg terytorialny Królestwa Litwy w 1918

## Historia
We wrześniu 1917, podczas tzw. konferencji wileńskiej, została wybrana Litewska Rada Państwowa. 16 lutego 1918 wydała ona akt niepodległości Litwy, ogłaszający powstanie niezależnego państwa litewskiego. Dokument nie precyzował dokładnie ustroju nowego państwa litewskiego, ostatecznie jednak zdecydowano się na monarchię konstytucyjną. Kraj w tym momencie znajdował się pod okupacją wojsk niemieckich. W konsekwencji podpisania 3 marca 1918 traktatu brzeskiego, wszystkie kraje bałtyckie zostały oderwane od Rosji i znalazły się w strefie wpływów Cesarstwa Niemieckiego. 23 marca 1918 Niemcy uznali oficjalnie litewski akt niepodległości.
Korona Litwy została początkowo zaoferowana przez dowództwo wojskowe Ober-Ostu cesarzowi Wilhelmowi II Hohenzollernowi. Stworzyłoby to unię personalną prusko-litewską. Takim planom ekspansji dominujących już protestanckich Prus sprzeciwiały się katolickie królestwa Saksonii i Bawarii. Saksonia promowała kandydaturę księcia Fryderyka Krystiana, drugiego syna króla Fryderyka Augusta III. Na króla ostatecznie zadecydowano się obrać katolickiego księcia Wilhelma Karla von Urach. Określono też uprawnienia władcy. Miał powoływać ministrów, podpisywać akty prawne, posiadał też inicjatywę ustawodawczą w parlamencie. Ministrowie mieli być wybrani spośród Litwinów i ostatecznie mieli podlegać parlamentowi. Król miał przestrzegać konstytucji, bronić niepodległości i integralności terytorialnej Litwy oraz zachować tolerancję religijną. Bez zgody parlamentu nie mógł zostać władcą innego państwa. Jako oficjalny język państwowy i dworski określony został język litewski. Monarcha i jego rodzina mieli obowiązek przebywać na Litwie, spędzając za granicą nie więcej niż jedynie dwa miesiące w roku. Dzieci króla miały się kształcić i wychowywać na Litwie.
Według pewnych źródeł, książę Wilhelm zaczął naukę języka, historii i zwyczajów litewskich, ale samego kraju nigdy nie odwiedził. Propozycja powołania monarchii wzbudziła kontrowersje pomiędzy członkami Litewskiej Rady Państwowej. Najmocniej poparli ją Antanas Smetona, Jurgis Šaulys i liczni księża katoliccy. Niemcy nie aprobowali nowego króla. Stosunki niemiecko-litewskie pozostawały napięte do jesieni 1918.
20 października 1918 kanclerz Niemiec Max von Baden, ponownie uznając niepodległość Litwy, obiecał przekształcić niemiecką administrację wojskową w rząd cywilny i zezwolić Litwinom na przejęcie władzy, gdy będą mieli wystarczające zdolności. 2 listopada 1918 zniesiono monarchię i proklamowano Republikę Litewską.